# Schuifkaas
De uitdrukking schuifkaas werd tijdens de hongerwinter in 1944 en vlak daarna gebruikt voor het eten van een droge boterham met de illusie van kaas. Tijdens het eten werd een stukje kaas steeds opgeschoven, zodat het niet meegegeten maar alleen geroken werd. Als de boterham op was, ging de kaas naar een ander gezinslid of werd het weggelegd om nog een keer gebruikt te kunnen worden. Dit werd ook wel met spek gedaan en daarom schuifspek genoemd. In Vlaanderen wordt de uitdrukking ook figuurlijk gebruikt om gierigheid mee aan te duiden.
De term schuifkaas werd al enige jaren voor de bezetting geïntroduceerd in de Nederlandse litteratuur door de schrijver Godfried Bomans in zijn in december 1936 verschenen 'Memoires of gedenkschriften van Minister Pieter Bas'.